# Grammy Latino de melhor álbum de música de raiz em língua portuguesa
O Grammy Latino de Melhor Álbum de Música de Raízes em Língua Portuguesa é uma condecoração apresentada no Grammy Latino, um prêmio estabelecido em 2000 e entregue pela Academia Latina da Gravação para as melhores produções da indústria fonográfica latino-americana de determinado ano. De acordo com o guia de descrição de categorias do Grammy Latino, a premiação é para álbuns vocais ou instrumentais em língua portuguesa que contenham a maior parte de suas músicas com sonoridades de raízes típicamente brasileiras, reunindo elementos de tradições formais e não escritas e retomando a fusão de influências europeias, indígenas e/ou africanas, todas que fazem parte da cultura brasileira e portuguesa. As várias categorias são apresentadas anualmente pela National Academy of Recording Arts and Sciences dos Estados Unidos.
Primeiramente nomeado de "Melhor Álbum de Música Regional ou de Raízes", o primeiro troféu foi entregue em 2000 na primeira edição do prêmio a Paulo Moura & Os Batutas pelo álbum Pixinguinha. Em 2008, a categoria foi dividida em duas: "Melhor Álbum de Música Tradicional Regional ou de Raízes" e "Melhor álbum de Música Contemporânea Regional ou de Raízes". No ano seguinte foi novamente renomeada, com as duas categorias passando a se chamar; "Melhor Álbum de Música de Raízes brasileiras - Regional Nativa" e "Melhor álbum de Música de Raízes Brasileiras - Regional Tropical". No entanto, em 2010 a nomeação voltou a ser única e sob o nome de "Melhor Álbum de Música de Raízes Brasileiras", onde durou até 2016. Em 2015, devido ao baixo número de entradas esta categoria não foi atribuída a premiação.
Os músicos Gilberto Gil, Elba Ramalho, Dominguinhos e Ivete Sangalo são os únicos artistas solos a ganhar o prêmio mais de uma vez, com três e dois galardões, respectivamente. Embora as duplas Chitãozinho & Xororó e Almir Sater e Renato Teixeira tenham duas vitórias cada uma. Dominguinhos e Ramalho detém o recorde de maior número de nomeações, com seis indicações cada um, maior quantidade entre qualquer outro músico.

## Vencedores e indicados
|  | Melhor Álbum de Música Tradicional Regional ou de Raízes         |
|  | Melhor álbum de Música Contemporânea Regional ou de Raízes       |
|  | Melhor álbum de Música de Raízes brasileiras - Regional Nativa   |
|  | Melhor álbum de Música de Raízes brasileiras - Regional Tropical |

| Ano            | Artista(s)                       | Álbum                                         | Nomeados | Ref.                             |
| Década de 2000 | Década de 2000                   | Década de 2000                                | Década de 2000 | Década de 2000                   |
| -------------- | -------------------------------- | --------------------------------------------- | --- | -------------------------------- |

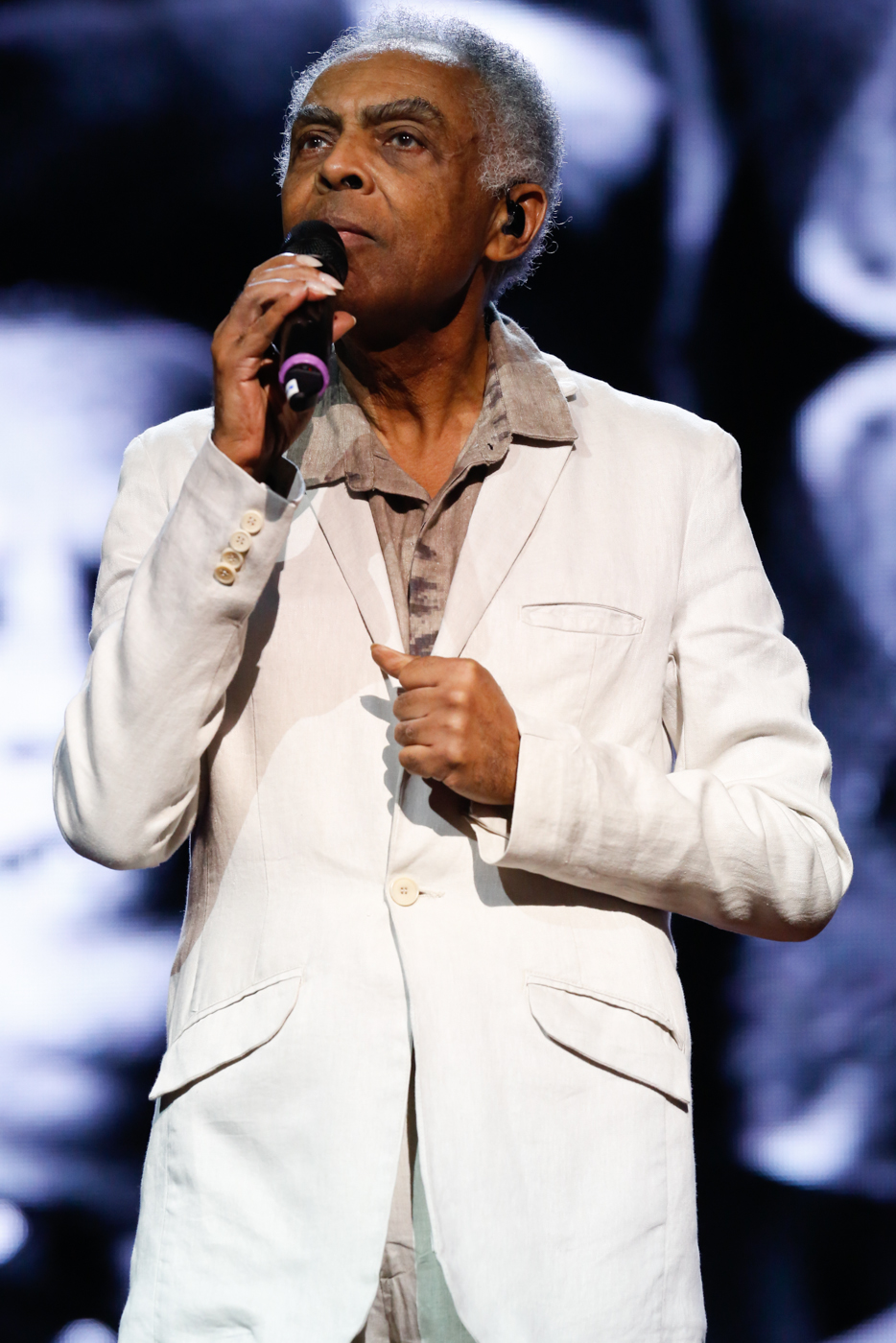
Gilberto Gil venceu em 2001, 2002 e 2010, o maior número para qualquer artista.

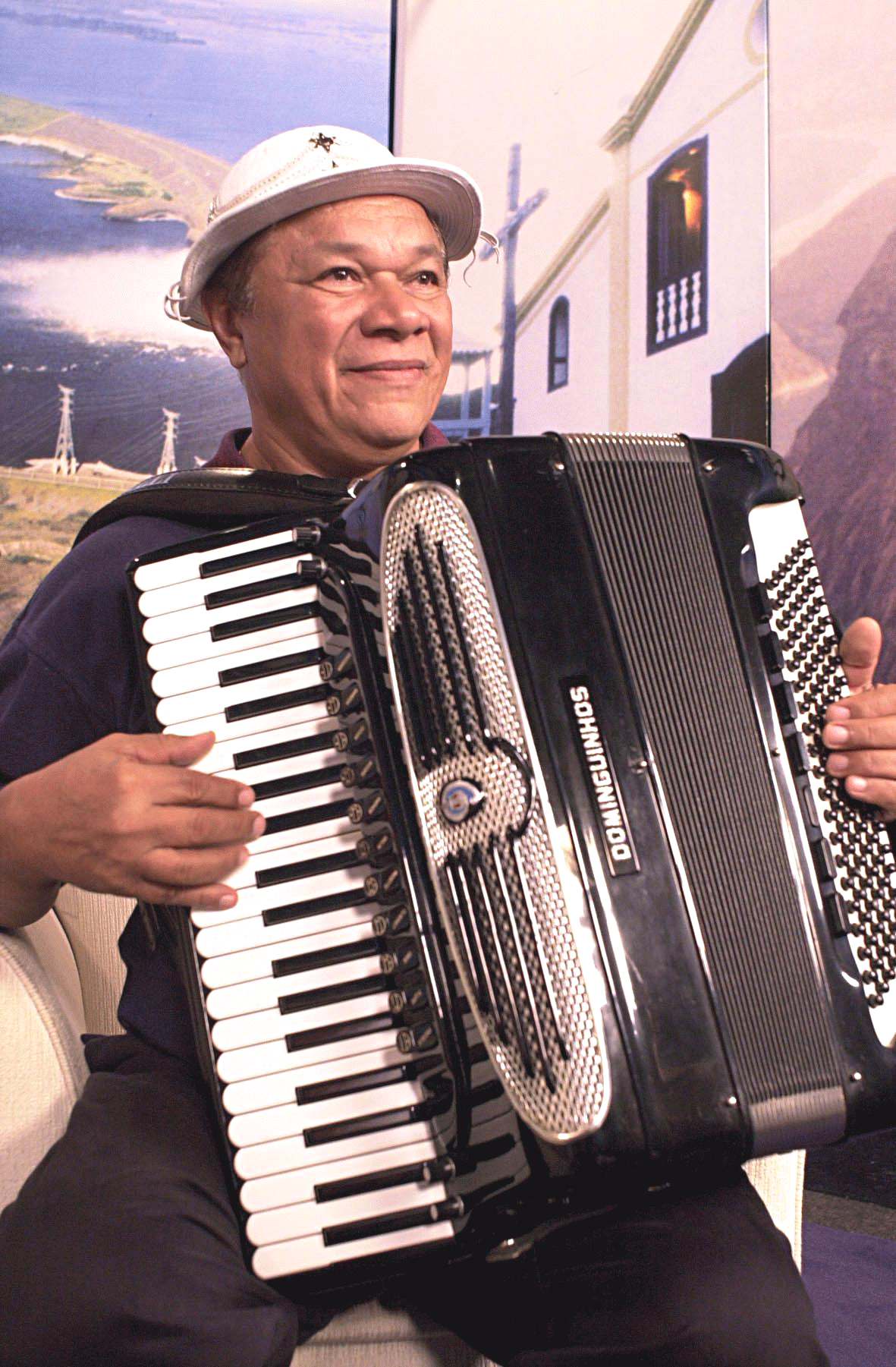
Vencedo duas de seis indicações, Dominguinhos é o artista com o maior número de nomeações a categoria.

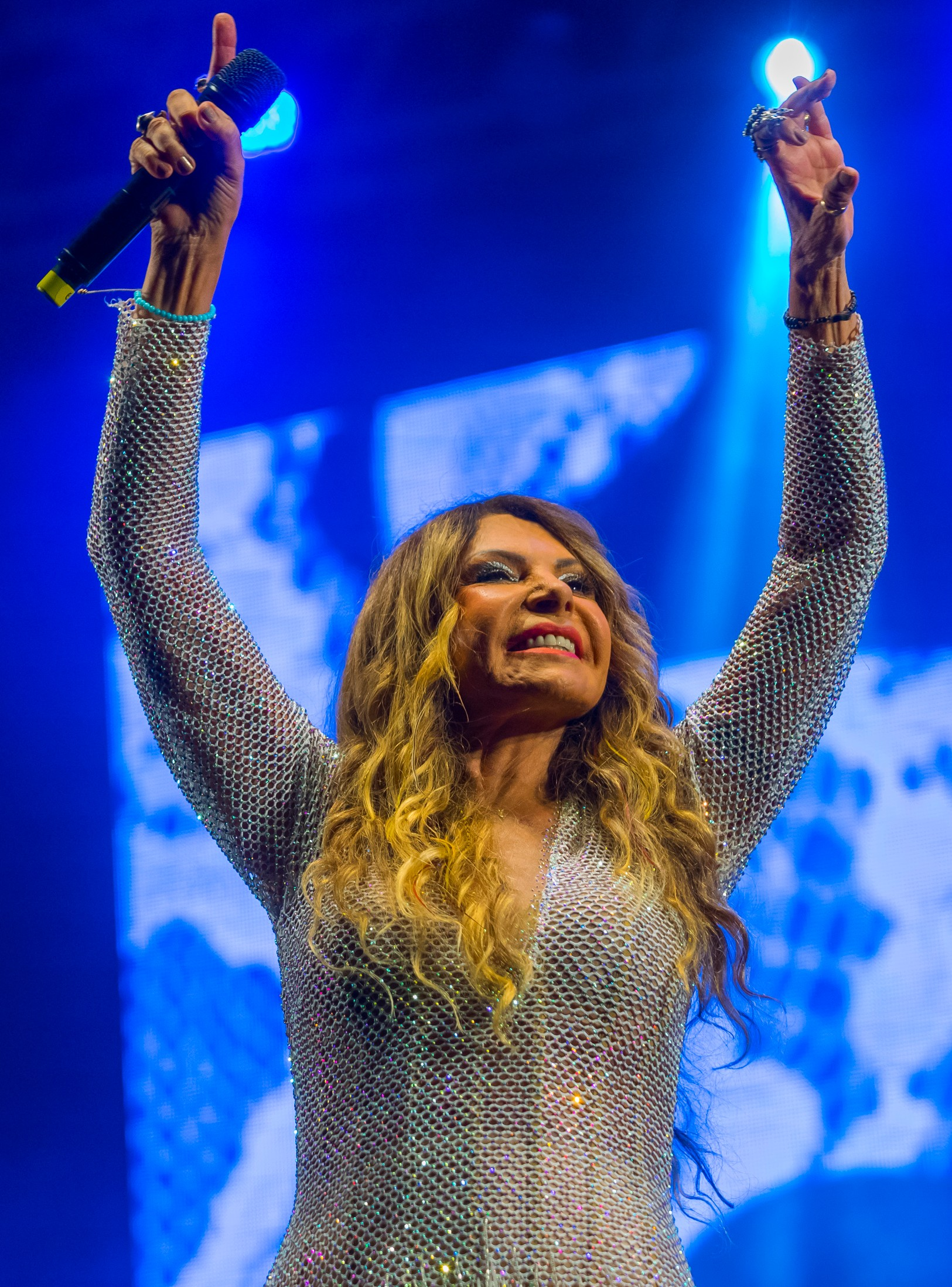
Elba Ramalho possui duas vitórias, o que tornou a primeira artista feminina a vencer por mais de uma vez.

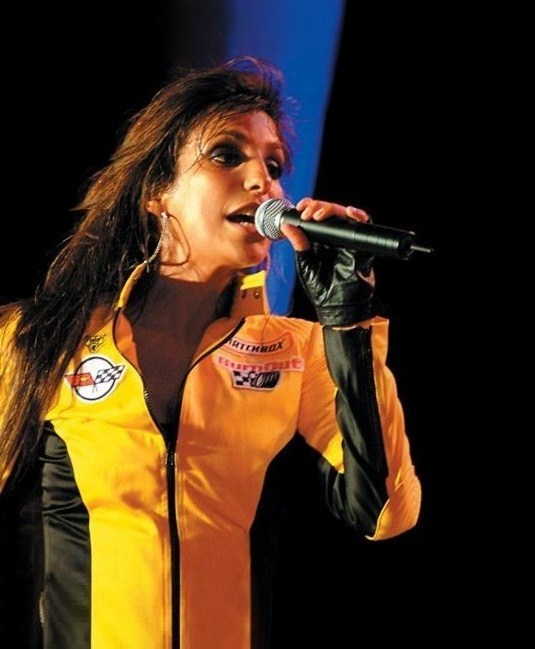
Ivete Sangalo recebeu a honra em 2005 com o álbum MTV Ao Vivo, e em 2021 com o álbum Arraiá da Veveta.

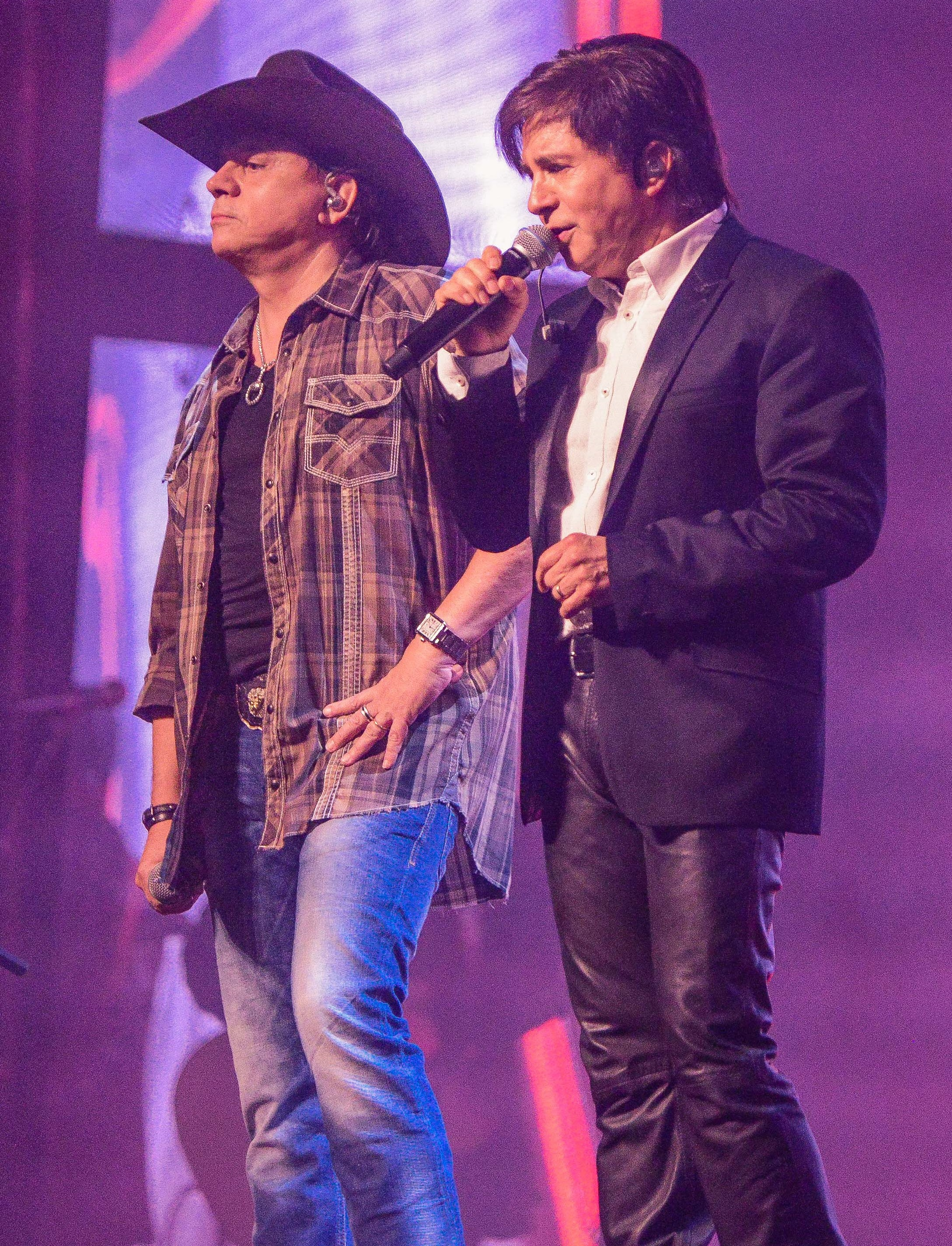
A dupla sertaneja, Chitãozinho & Xororó obteve vitórias em 2006 e 2008, a última na categoria "Melhor Álbum de Música Tradicional Regional ou de Raízes".

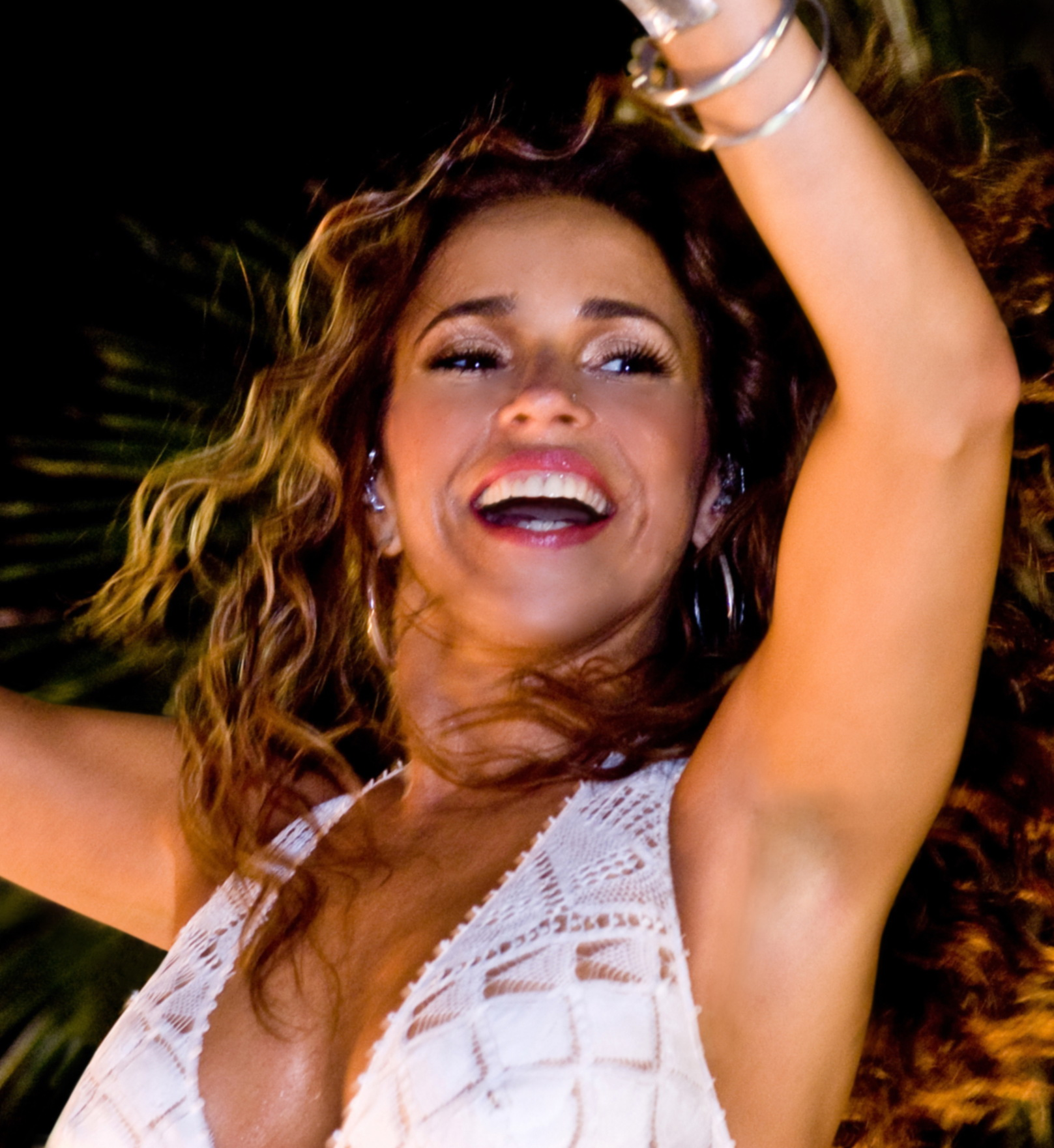
Daniela Mercury foi a vencedora de 2007 com o seu quarto álbum ao vivo, Balé Mulato - Ao Vivo.

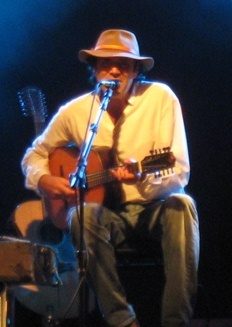
Almir Sater venceu em 2016 e 2018.

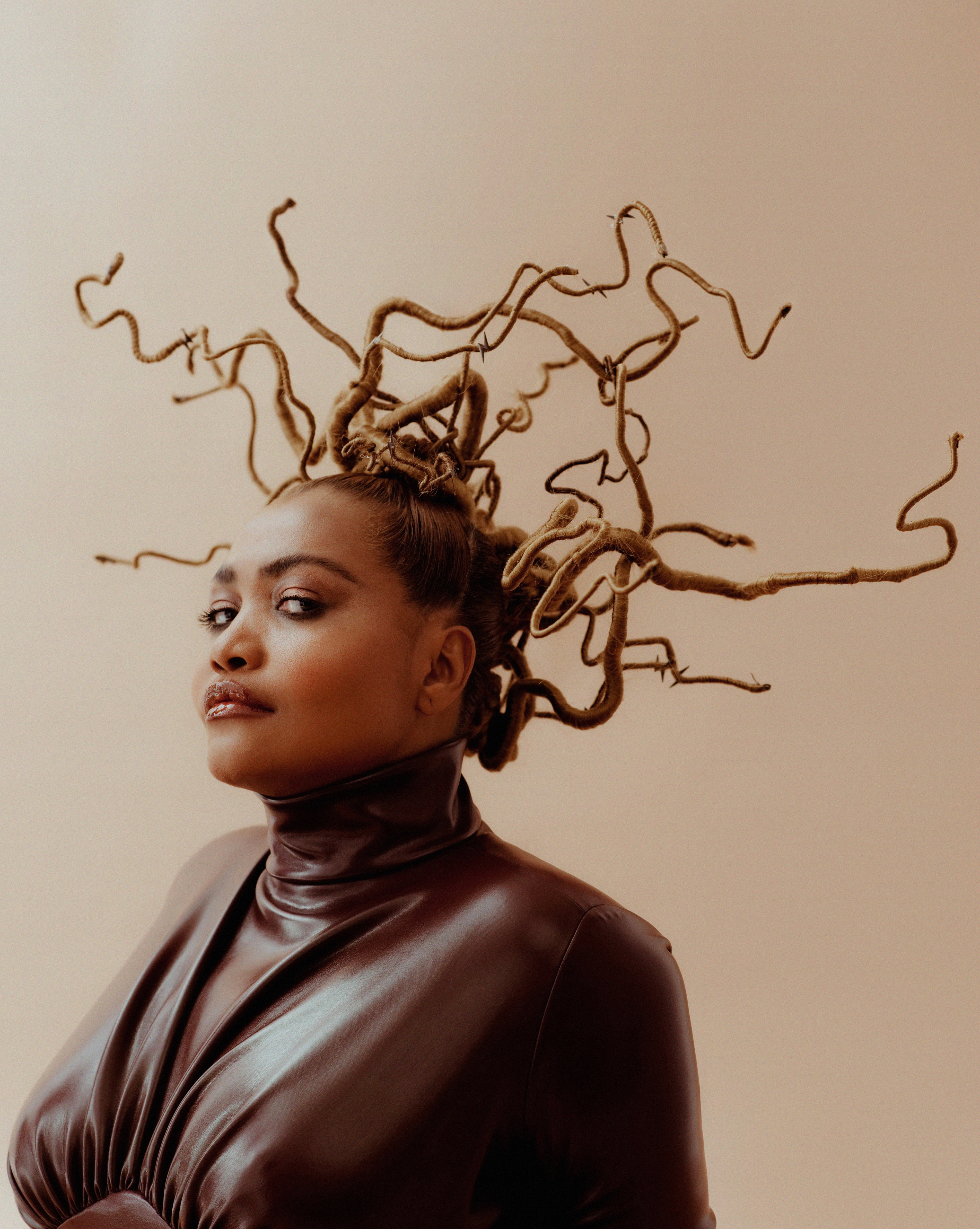
Gaby Amarantos se tornou a primeira paraense a ganhar um Grammy Latino na edição de 2023.

| 2000           | Paulo Moura & Os Batutas         | Pixinguinha                                   | - Nilson Chaves — Tempo Destino: 25 anos ao vivo - Dominguinhos — Você Vai Ver o Que é Bom - Toninho Ferragutti — Sanfonemas - Carlos Malta e Pife Muderno — Carlos Malta e Pife Muderno                                                                         | [ 4 ]                            |
| 2001           | Gilberto Gil                     | As Canções de Eu, Tu, Eles                    | - Dominguinhos — Ao Vivo - Forroçacana — Vamo que Vamo - Zé Ramalho — Nação Nordestina - Alceu Valença — Forró Lunar | [ 5 ]                            |
| 2002           | Gilberto Gil                     | São João Vivo!                                | - As Galvão — Nois e a Viola - Caju & Castanha — Andando de Coletivo - Heraldo do Monte — Viola Nordestina - Dominguinhos — Lembrando Você | [ 6 ]                            |
| 2003           | Dominguinhos                     | Chegando de Mansinho                          | - Fafá de Belém — O Canto das Águas - Elomar, Pena Branca, Renato Teixeira, Teca Calazans e Xangai — Cantoria Brasileira - Olodum — Pela Vida - Pena Branca — Pena Branca Canta Xavantinho                                                                       | [ 7 ]                            |
| 2004           | Banda de Pífanos de Caruaru      | No Século XXI, no Pátio do Forró              | - Ara Ketu — Obrigado a Você - Cascabulho — É Caco de Vidro Puro - Maria Dapaz — Luiz Gonzaga na Voz de Maria Dapaz - Vida de Viajante - Liu & Léu — Jeitão de Caboclo - Sérgio Reis & Filhos — Violas e Violeiros                                               | [ 8 ]                            |
| 2005           | Ivete Sangalo                    | MTV Ao Vivo                                   | - Renato Borghetti — Gaitapontocom - Caju & Castanha — Recado a São Paulo - Dominguinhos, Sivuca e Oswaldinho — Cada Um Belisca Um Pouco - Forroçacana — Os Maiores Sucessos de São João - Gil — O Canto da Sereia                                               | [ 9 ]                            |
| 2006           | Chitãozinho & Xororó             | Vida Marvada                                  | - Frank Aguiar — Sou Brasileiro - Banda Calypso — Volume 8 - Caju & Castanha — Levante a Taça - Sérgio Reis — Para Toda a Família | [ 10 ]                           |
| 2007           | Daniela Mercury                  | Balé Mulato - Ao Vivo                         | - Dominguinhos — Conterrâneos - Margareth Menezes — Brasileira Ao Vivo - Sérgio Reis — Tributo a Goiá - Naná Vasconcelos — Trilhas | [ 11 ]                           |
| 2008           | Chitãozinho & Xororó             | Grandes Clássicos Sertanejos - Acústico I     | - Pedro Bento e Zé da Estrada — 50 Anos de Mariachis & Grandes Sucessos Sertanejos - Renato Borghetti — Fandango! - Cezar & Paulinho — Companheiro é Companheiro - Siba e a Fuloresta — Toda vez que Eu dou um passo o Mundo sai do lugar                        | [ 12 ]                           |
| 2008           | Elba Ramalho                     | Qual o Assunto Que Mais Lhe Interessa?        | - Harmonia do Samba — Esse Som Vai Te Levar - Ao Vivo - Trio Curupira — Pés no Brasil, Cabeça no Mundo - Trio Virgulino — 26 Anos de Estrada - Victor & Leo — Ao Vivo em Uberlândia                                                                              | [ 12 ]                           |
| 2009           | Daniel                           | O Menino da Porteira (trilha sonora)          | - Mazinho Quevedo — Alma Caipira - Os Serranos — 40 Anos - Sempre Gaúchos! - Tchê Guri — A Festa - Tradição — Micareta 2 Sertaneja | [ 13 ]                           |
| 2009           | Elba Ramalho                     | Balaio de Amor                                | - Banda Calypso — Amor sem Fim - Caju & Castanha — Sorria Você Está Sendo Filmado - Netinho — Minha Praia - Orquestra Contemporânea de Olinda — Orquestra Contemporânea de Olinda                                                                                | [ 13 ]                           |
| Década de 2010 |                                  |                                               | |                                  |
| 2010           | Gilberto Gil                     | Fé na Festa                                   | - Frank Aguiar — Daquele Jeito - Banda Calypso — 10 Anos - CD 2 - Gaúcho da Fronteira — Gaúcho Doble Chapa - Eva — Lugar da Alegria | [ 14 ]                           |
| 2011           | Naná Vasconcelos                 | Sinfonia & Batuques                           | - Geraldo Azevedo — Salve São Francisco - Gilberto Gil — Fé na Festa: Ao Vivo - Paulo César Pinheiro — Capoeira de Besouro - Elba Ramalho — Marco Zero - Ao Vivo                                                                                                 | [ 15 ]                           |
| 2012           | Dominguinhos                     | Iluminado                                     | - Gaby Amarantos — Treme - Oswaldinho do Acordeon — Forró Chorado - Jammil — Jammil na Real - Daniela Mercury — Canibália: Ritmos do Brasil | [ 16 ]                           |
| 2013           | Vários Artistas                  | Salve Gonzagão 100 Anos                       | - César Oliveira & Rogério Melo — Era Assim Naquele Tempo...! - Os Serranos — Os Serranos Interpretam Sucessos Gaúchos Vol. 3 - Elba Ramalho — Vambora Lá Dançar - Vários Artistas — Sob O Olhar Januarense / O Velho Chico - Volume 1                           | [ 17 ]                           |
| 2014           | Falamansa                        | Amigo Velho                                   | - Caju & Castanha — Meu Deus Que País É Esse! - Festa Na Roça — Toninho Ferragutti e Neymar Dias - Minhas Canções Inacabadas — Tavinho Moura - Quinteto Violado — Quinteto Canta Gonzagão - Alceu Valença — Amigo Da Arte                                        | [ 18 ]                           |
| 2015           | A categoria não foi apresentada. | A categoria não foi apresentada.              | A categoria não foi apresentada. | A categoria não foi apresentada. |
| 2016           | Almir Sater e Renato Teixeira    | AR                                            | - Lucy Alves e Clã Brasil — No Forró do Seu Rosil - Heraldo do Monte — Heraldo do Monte - Elba Ramalho — Cordas, Gonzaga e Afins - Alceu Valença — A Luneta e o Tempo (trilha sonora)                                                                            | [ 19 ]                           |
| 2017           | Bruna Viola                      | Melodias do Sertão - Ao Vivo                  | - Patrícia Bastos — Batom Bacaba - Pinduca — No Embalo do Pinduca - Trio Nordestino — Canta o Nordeste - Yangos — Chamamé - Vários Artistas — Ascensão | [ 20 ]                           |
| 2018           | Almir Sater e Renato Teixeira    | +AR                                           | - Anastácia — Daquele Jeito! - Mariza — Mariza - Sara Tavares — Fitxadu - Borghetti Yamandu — Borghetti Yamandu | [ 21 ]                           |
| 2019           | Hermeto Pascoal                  | Hermeto Pascoal E Sua Visão Original Do Forró | - Foli Griô Orquestra — Ajo - Alessandra Leão — Macumbas E Catimbós - Elba Ramalho — O Ouro Do Pó Da Estrada - Zé Mulato & Cassiano — Rei Caipira | [ 22 ]                           |
| Década de 2020 |                                  |                                               | |                                  |
| 2020           | Mariana Aydar                    | Veia Nordestina                               | - Camané & Mário Laginha — Aqui Está-se Sossegado - Mariene de Castro & Almério — Acaso Casa Ao Vivo - Targino Gondim — Targino Sem Limites - Grupo Ofa — Obatalá - uma Homenagem a Mãe Carmen - Margareth Menezes — Autêntica                                   | [ 23 ]                           |
| 2021           | Ivete Sangalo                    | Arraiá da Veveta                              | - Luiz Caldas — Sambadeira - Sara Correia — Do Coração - Orquestra Afrosinfônica — Orin a Língua dos Anjos - Elba Ramalho — Eu e Vocês | [ 24 ]                           |
| 2022           | Alceu Valença                    | Senhora Estrada                               | - Mateus Aleluia – Afrocanto das Nações - Banda de Pau e Corda e Quinteto Violado – Na Estrada: Ao Vivo - Luiz Caldas – Remelexo Bom - Targino Gondim, Nilton Freittas e Roberto Malvezzi – Belo Chico - Áurea Martins – Senhora das Folhas - Iara Rennó – Oríkì | [ 25 ]                           |
| 2023           | Gaby Amarantos                   | TecnoShow                                     | - Portuguesa – Caminho - João Gomes – Raiz - Elba Ramalho – Elba Ramalho No Maior Show Do Mundo - Gabriel Sater – Erva Doce - Almir Sater – Do Nada Amanhã Sei                                                                                                   | [ 26 ]                           |
| 2024           | Mariana Aydar & Mestrinho        | Mariana e Mestrinho                           | - Aguidavi do Jêje – Aguidavi Do Jêje & Luizinho Do Jêje - De Norte a Sul – João Gomes - Night Clube Forró Latino (Volume I) – Marcelo Jeneci - Faróis do Sertão – Gabriel Sater                                                                                 | [ 27 ]                           |